# Sandro Puppo
Sandro Puppo (n. 28 ianuarie 1918, Piacenza, Italia – d. 16 octombrie 1986, Piacenza, Italia) a fost un jucător și antrenor italian de fotbal. Și-a început cariera la Piacenza Calcio, jucând apoi la Ambrosiana, Venezia și AS Roma. Cu echipa națională de fotbal a Italiei a câștigat aurul olimpic, în 1936, la Berlin.
Retras în 1949, și-a început cariera de antrenor în 1952 cu echipa națională de fotbal a Turciei.

## Palmares

### Club
- Cupa Italiei: 2
  - 1938-1939 Internazionale Milano
  - 1940-1941 Venezia

### Echipa națională
- Aur olimpic: 1
  - 1936 Jocuri olimpice Berlin 1936